# Dongying
För andra betydelser, se Dongying (olika betydelser).
Dongying är en stad på prefekturnivå i Shandong-provinsen i östra Kina. Den ligger intill Bohaibukten omkring 180 kilometer nordost om provinshuvudstaden Jinan. Shenglifältet, Kinas största oljefält efter Daqing, är beläget i prefekturen.

## Administrativ indelning
Dongying är indelat i två stadsdistrikt och tre härad:
- Stadsdistriktet Dongying (东营区), 1 155 km², 756 700 invånare (2010);
- Stadsdistriktet Hekou (河口区), 2 139 km², cirka 247 600 invånare ;
- Häradet Kenli (垦利县), 2 204 km², cirka 242 300 invånare;
- Häradet Lijin (利津县), 1 287 km², cirka 281 200 invånare;
- Häradet Guangrao (广饶县), 1 138 km², cirka 507 500 invånare.

## Klimat
Genomsnittlig årsnederbörd är 653 millimeter. Den regnigaste månaden är juli, med i genomsnitt 240 mm nederbörd, och den torraste är januari, med 7 mm nederbörd.